# Douglas Alexander

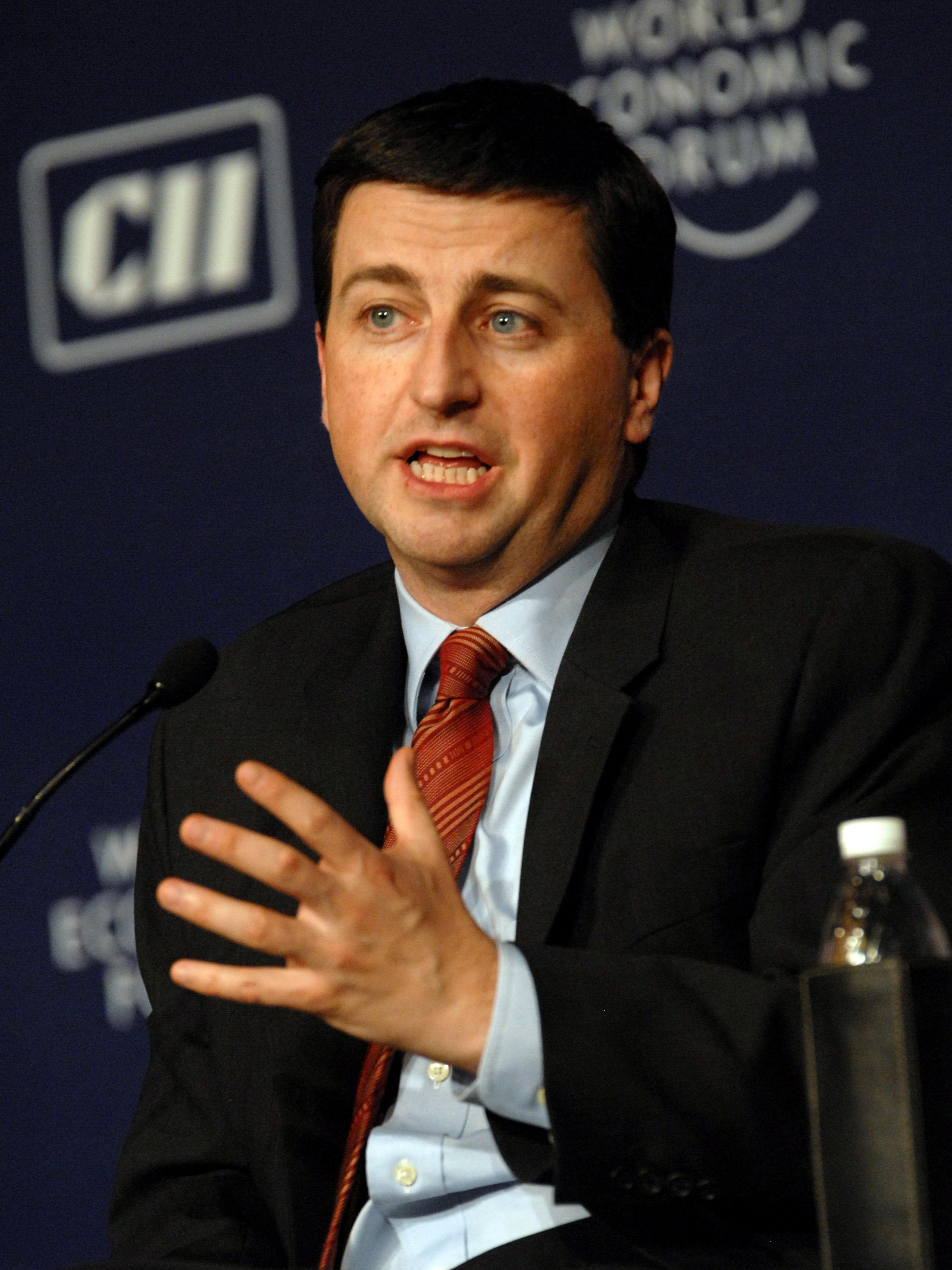
Douglas Alexander.

Douglas Alexander, född 26 oktober 1967 i Glasgow, är en brittisk politiker inom Labour. Han var minister för internationell utveckling 2007–2010. I underhuset respresenterade han valkretsen Paisley South 1997-2005 och Paisley and Renfrewshire South 2005-2015.
Alexander tillhörde Labours verkställande utskott. Han har studerat vid Edinburgh University. 2001 utsågs han till handelsminister och efter valet 2005 blev han Europaminister. I maj 2006 utsågs han till transportminister och minister för Skottland. Han efterträddes som Europaminister av Geoff Hoon.